# Bertrand de Orléans e Bragança
Bertrand de Orléans e Bragança ComMM GCNSC (Mandelieu-la-Napoule, 2 de fevereiro de 1941) é um advogado e escritor brasileiro, descendente da família imperial brasileira e pretendente ao extinto trono do Brasil. Sucedeu seu irmão Luís, em 15 de julho de 2022.
Bertrand é relacionado à família real portuguesa e à família real francesa por meio de seu pai, e à família real bávara por sua mãe.

## Biografia
Bertrand Maria José Pio Januário Miguel Gabriel Rafael Gonzaga de Orléans e Bragança e Wittelsbach nasceu em 1941, no sul da França, onde sua família morava desde a época do exílio da família imperial brasileira, que havia sido revogado em 1920. Bertrand passou a primeira parte da infância na França e, por esse motivo, carrega um sotaque francês forte quando se comunica em português.
Terceiro filho de Pedro Henrique de Orléans e Bragança e da princesa Maria Isabel da Baviera, é o terceiro filho do casal, de um total de treze. Seus irmãos mais velhos são Luiz Gastão e Eudes, sendo que este último renunciou aos seus direitos dinásticos para realizar um casamento morganático.
O jovem Bertrand mudou-se com sua família para o Brasil após o término da Segunda Guerra Mundial, em 1945. Bertrand cresceu e realizou parte de seus estudos secundários no estado do Paraná,⁣ e, mais tarde, estudou no Colégio Santo Inácio, na cidade do Rio de Janeiro. Cursou a Faculdade de Direito da USP, formando-se bacharel em direito em 1964.
Após a morte de seu irmão Luiz Gastão no dia 15 de julho de 2022, assumiu a chefia da Casa de Orleães e Bragança, tornando-se pretendente ao extinto trono do Império do Brasil.

## Atividades
Abertamente identificado com valores conservadores, Bertrand é de inspiração católica tradicionalista, membro-diretor do Instituto Plinio Corrêa de Oliveira, sucessor da antiga Associação Tradição, Família e Propriedade (TFP).
É figura expressiva no cenário do Movimento Monárquico Brasileiro, tanto na época anterior ao plebiscito de 21 de abril de 1993, quanto nos dias que o sucedem. Lidera campanhas em prol da restauração da monarquia no Brasil.
Bertrand é uma figura ativa no movimento monarquista brasileiro, sendo conhecido por conceder frequentemente entrevistas à mídia, proferir palestras em diferentes localidades do país, manter um blogue na internet e participar do Movimento Paz no Campo. Este último é um grupo de pressão/lobby que defende os interesses da propriedade rural e tem uma posição crítica em relação ao ambientalismo e a grupos como o Movimento dos Trabalhadores Rurais sem Terra (MST).

## Pensamento
Bertrand é conhecido por ter uma posição política alinhada ao conservadorismo e ao princípio da propriedade privada, assim como à livre iniciativa e ao respeito ao princípio da subsidiariedade.
É conhecido por ter uma posição crítica em relação às mudanças climáticas. Alguns setores políticos consideram sua posição em relação às mudanças climáticas como uma posição negacionista, já que ele afirma que o aquecimento global é uma narrativa de ecoterroristas, incluindo o Partido dos Trabalhadores (PT).
Além disso, ele já expressou sua opinião de que a proteção das comunidades indígenas previstas pela Constituição brasileira de 1988 seria uma tática comunista. Em 2012, ele publicou o livro Psicose Ambientalista, no qual faz críticas a movimentos como o MST e grupos que ele classifica como "ecoterroristas e ambientalistas radicais".
Bertrand tem uma posição contrária à possibilidade de divórcio e re-casamento de pessoas divorciadas, alegando que, como católico, não aprova o casamento de uma pessoa que já foi divorciada; no entanto, afirmou que, em caso de volta da monarquia, não tem planos de impor ou perseguir pessoas que tenham relações homoafetivas ou sejam divorciadas. Em relação ao casamento do príncipe britânico Harry com Meghan Markle em 2018, ele expressou que teria preferido que Harry se casasse com uma princesa ou mulher de família nobre, ao invés de uma pessoa divorciada, pois acredita que isso teria sido mais satisfatório para os britânicos.
Em 2017 foi um dos entrevistados no documentário Bonifácio: O Fundador do Brasil, sobre o Patriarca da Independência, José Bonifácio de Andrada e Silva.
Em junho de 2020, em videoconferência realizada entre o Ministério das Relações Exteriores com a Fundação Alexandre Gusmão, organizada pelo Palácio do Itamaraty, discutindo cenários do Brasil em meio à pandemia do COVID-19, Bertrand afirmou que "enquanto certos países têm um problema racial muito violento, aqui nós não temos problema racial. Estão procurando criar esse problema racial, mas não conseguem. […] Aqui no Brasil todos nos damos bem, […] Todo brasileiro tem um pouco de sangue branco, um pouco de sangue negro e um pouco de sangue índio. Isso deu um blend [mistura] absolutamente extraordinário, porque temos o povo brasileiro que é um povo fabuloso. É um povo com um calor humano que nenhum outro povo tem isso". Na mesma conferência, Bertrand deu outra declaração ao tratar sobre a COVID-19, afirmando que "o grande culpado por essa pandemia é a China".

## Laudêmio
Em fevereiro de 2022, após um comunicado assinado por Bertrand se solidarizando com as vítimas das enchentes de Petrópolis, ele explicou que o Ramo de Vassouras (descendentes de Luís de Orléans e Bragança, o filho mais novo da Princesa Isabel), do qual ele, seus irmãos, sobrinhos e sobrinhos-netos fazem parte, não recebe a taxa de 2,5% sobre as vendas e aluguéis de imóveis em Petrópolis, um direito cabível como contrapartida ao uso das terras da fazenda do Córrego Seco, hoje o centro de Petrópolis, comprada por Dom Pedro I com dinheiro próprio em 1830 (era uma propriedade privada do imperador, não sendo um espaço público como os edifícios públicos governamentais ou os terrenos públicos pertencentes à União, ao Estado do Rio de Janeiro ou ao Município de Petrópolis). Ele disse que a taxa é devida apenas ao Ramo de Petrópolis (descendentes de Pedro de Alcântara de Orléans e Bragança, o filho mais velho da Princesa Isabel), que redireciona o laudêmio ao Museu Imperial.

## Honras
- Bailio Grã-Cruz de Honra e Devoção da Soberana Ordem Militar de Malta [27]
- Cavaleiro da Ordem Equestre do Santo Sepulcro de Jerusalém[28]
- Bailio Grã-Cruz da Sagrada Ordem Militar Constantiniana de São Jorge
- Grã-Cruz da Ordem Militar de Nossa Senhora da Conceição de Vila Viçosa
- Medalha do Pacificador[29]
- Grã-Cruz da Ordem do Mérito Judiciário Militar[30]
- Comendador da Ordem do Mérito Militar (2013)[31]
- Medalha Tiradentes[32]
- Medalha de Honra da Associação dos Autarcas Monárquicos (Portugal)[33]
- Doutor Honoris Causa pela Universidade Santa Úrsula[34]

## Obras
- 2012. Psicose Ambientalista: os bastidores do ecoterrorismo para implantar uma “religião” ecológica, igualitária e anticristã. São Paulo: Instituto Plinio Corrêa de Oliveira. ISBN 9788566041002